# Tell Rad Szakra
Tell Rad Szakra (Tell Rad Shaqra, Tell Rad Shaqurah) – stanowisko archeologiczne położone w Syrii, na terenie starożytnej Północnej Mezopotamii. Ulokowane jest na północnym brzegu rzeki Chabur, około 15 kilometrów na południowy wschód od miasta Hassake (Al-Hasaka).

## Badania archeologiczne
Stanowisko badane było w latach 1991–1995 w ramach międzynarodowego projektu badań ratunkowych Western Hassake Dam Project, zorganizowanego przez Syryjski Departament Starożytności. Ekspedycją archeologiczną Centrum Archeologii Śródziemnomorskiej Uniwersytetu Warszawskiego kierował Piotr Bieliński. Wcześniej w ramach tego projektu polska ekspedycja przeprowadziła badania na stanowiskach Tell Dżassa i Tell Abu Hafur. 
Wysoki na 8 metrów tell mierzy 140 na 120 metrów. Podczas badań zidentyfikowano dziewięć warstw osadniczych. Pierwsze pozostałości datowane są na okres kultury Halaf, osada rozwinęła się w III fazie okresu wczesnodynastycznego, czyli w połowie III tysiąclecia p.n.e., najmłodsze warstwy datowane są na okres nowoasyryjski. Otaczał ją mur o grubości czterech metrów wykonany z cegły mułowej, z oskarpowaniem (ponad 6 metrów grubości) oblicowanym blokami bazaltu. Ten typ fortyfikacji nazywany jest glacis. Odsłonięto 34 pochówki dzieci i dorosłych, a także niemowląt – groby jamowe, groby w obstawie ceglanej, groby w obstawie kamiennej oraz pochówki niemowląt w naczyniach kuchennych. Najbogatsze i najbardziej zróżnicowane było wyposażenie grobów dziecięcych. Znajdowano w nich naczynia, biżuterię z brązu, kamienia, muszli, a także innych materiałów. Wśród wyposażenia odkryto między innymi zawieszki i paciorki zoomorficzne.